# Scottish Premier Division 1978/79
Die Scottish Football League Premier Division wurde 1978/79 zum vierten Mal ausgetragen. Es war zudem die 82. Austragung einer höchsten Fußball-Spielklasse innerhalb der Scottish Football League, in der der Schottische Meister ermittelt wurde. In der Saison 1978/79 traten 10 Vereine in insgesamt 36 Spieltagen gegeneinander an. Jedes Team spielte jeweils zweimal zu Hause und auswärts gegen jedes andere Team. Es galt die 2-Punkte-Regel. Bei Punktgleichheit zählte die Tordifferenz.
Die Meisterschaft gewann zum insgesamt 31. Mal in der Vereinsgeschichte Celtic Glasgow. Celtic  qualifizierte sich damit als Meister für die folgende Europapokal der Landesmeister Saison-1979/80. Der Dritt- und Viertplatzierte, Dundee United und der FC Aberdeen qualifizierten sich für den UEFA-Pokal. Als Pokalsieger qualifizierten sich die Glasgow Rangers für den Europapokal der Pokalsieger. Heart of Midlothian und der FC Motherwell stiegen am Saisonende in die First Division ab. Mit 22 Treffern wurde Andy Ritchie von Greenock Morton Torschützenkönig.

## Vereine
| Verein              | Stadt      | Stadion           |
| ------------------- | ---------- | ----------------- |
| Celtic Glasgow      | Glasgow    | Celtic Park       |
| FC Aberdeen         | Aberdeen   | Pittodrie Stadium |
| FC Motherwell       | Motherwell | Fir Park          |
| FC St. Mirren       | Paisley    | Love Street       |
| Dundee United       | Dundee     | Tannadice Park    |
| Glasgow Rangers     | Glasgow    | Ibrox Park        |
| Greenock Morton     | Greenock   | Cappielow Park    |
| Heart of Midlothian | Edinburgh  | Tynecastle Park   |
| Hibernian Edinburgh | Edinburgh  | Easter Road       |
| Partick Thistle     | Glasgow    | Firhill Stadium   |

## Statistik

### Abschlusstabelle
| Pl. | Verein                      | Sp. | S  | U  | N  | Tore    | Diff. | Punkte |
| --- | --------------------------- | --- | -- | -- | -- | ------- | ----- | ------ |
| 1.  | Celtic Glasgow              | 36  | 21 | 6  | 9  | 061:370 | +24   | 48:24  |
| 2.  | Glasgow Rangers (M) (P) (L) | 36  | 18 | 9  | 9  | 052:350 | +17   | 45:27  |
| 3.  | Dundee United               | 36  | 18 | 8  | 10 | 056:370 | +19   | 44:28  |
| 4.  | FC Aberdeen                 | 36  | 13 | 14 | 9  | 059:360 | +23   | 40:32  |
| 5.  | Hibernian Edinburgh         | 36  | 12 | 13 | 11 | 044:480 | −4    | 37:35  |
| 6.  | FC St. Mirren               | 36  | 15 | 6  | 15 | 045:410 | +4    | 36:36  |
| 7.  | Greenock Morton (N)         | 36  | 12 | 12 | 12 | 052:530 | −1    | 36:36  |
| 8.  | Partick Thistle             | 36  | 13 | 8  | 15 | 042:390 | +3    | 34:38  |
| 9.  | Heart of Midlothian (N)     | 36  | 8  | 7  | 21 | 039:710 | −32   | 23:49  |
| 10. | FC Motherwell               | 36  | 5  | 7  | 24 | 033:860 | −53   | 17:55  |

Platzierungskriterien: 1. Punkte – 2. Tordifferenz – 3. geschossene Tore

| Saison 1978/79 |

| Zum Saisonende 1977/78 |                                   |
| (M)                    | Meister des Vorjahres             |
| (P)                    | Pokalsieger des Vorjahres         |
| (L)                    | Ligapokalsieger des Vorjahres     |
| (N)                    | Aufsteiger aus der First Division |

## Die Meistermannschaft von Celtic Glasgow
(Berücksichtigt wurden alle Spieler die im Kader für die Saison 1978/79 standen.)
| 1. | Celtic Glasgow |
|    | - Tor: Roy Baines, Pat Bonner, Peter Latchford - Abwehr: Jóhannes Eðvaldsson, Andy Lynch, Tom McAdam, Roddie MacDonald, Danny McGrain, Alan Sneddon - Mittelfeld: Roy Aitken, Tommy Burns, Jim Casey, Alfie Conn junior, Mike Conroy, Brian Coyne, Vic Davidson, Johnny Doyle, Ronnie Glavin, Peter Mackie, Murdo MacLeod, David Provan - Angriff: Bobby Lennox, George McCluskey - Trainer: Billy McNeill |